# Geisha

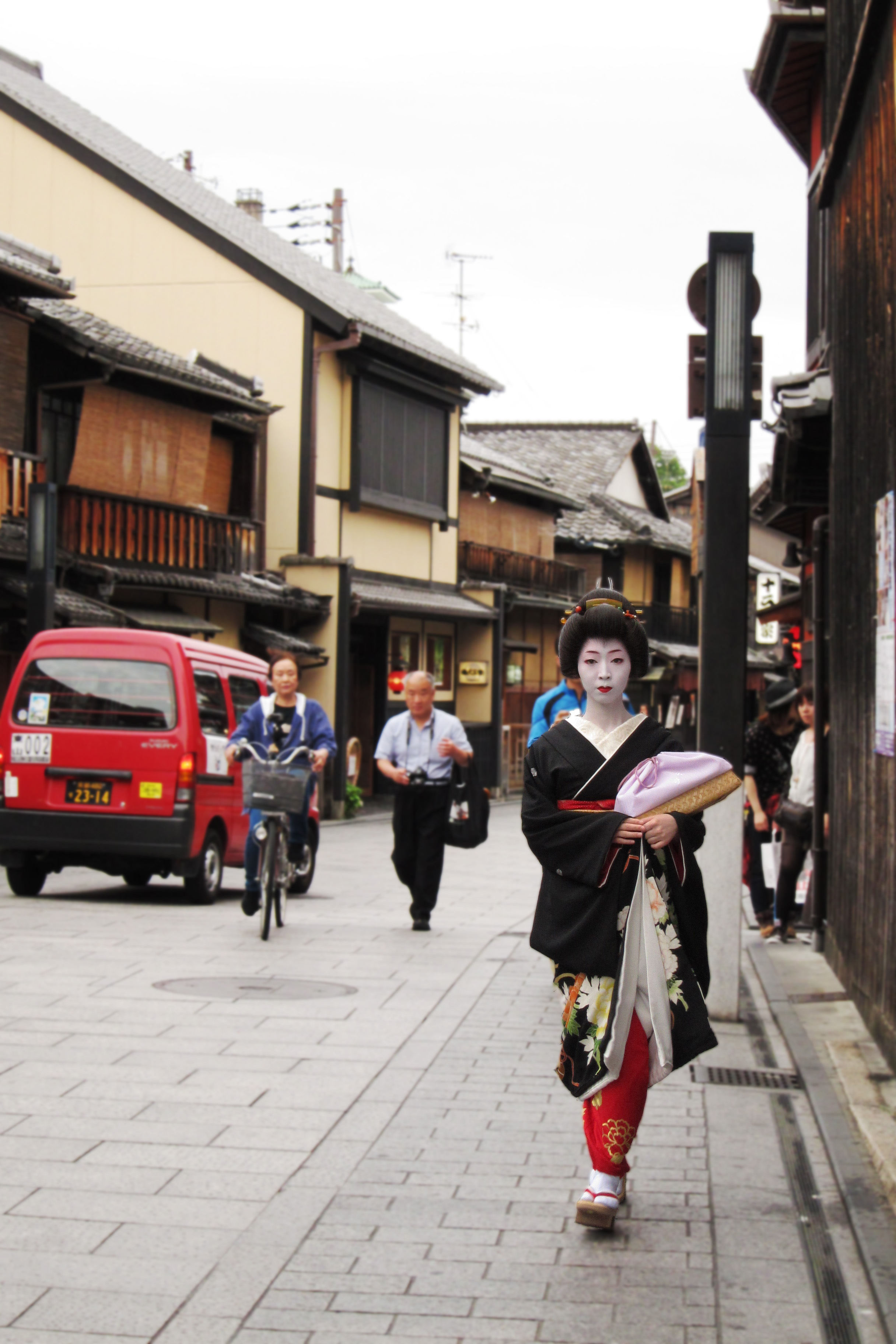
Una geisha.

Una geisha (芸者?), pronunciado [gueisha], es una artista tradicional japonesa cuyas labores consisten en entretener en fiestas, reuniones o banquetes, ya sean exclusivamente femeninos como masculinos, o bien mixtos. Su aprendizaje suele comenzar a los quince años, o a veces a edades más tempranas. 
En la región de Kinki los términos geiko (芸妓?) y, para aprendiz de geisha, maiko (舞妓?) han sido usados desde la restauración Meiji. Las geishas fueron bastante comunes en los siglos XVIII y XIX. Hoy en día aún existen, pero su número ha disminuido.

## Historia y evolución

Escritura kanji de la palabra geisha (lit. ‘persona de las artes’).

Las geishas eran profesionales del entretenimiento y, originalmente, la mayoría eran hombres. Las geishas usaban sus habilidades en distintas artes japonesas: música, baile y narración. Las geishas de ciudad 市 (machi 町) trabajaban independientemente en fiestas fuera de los "barrios de placer", mientras que las de barrio (kuruwa) lo hacían dentro de estos. Las geishas de machi y de kuruwa no se distinguían en términos de cómo entretener: ambos tipos de geishas cantaban, bailaban y aprendían otras artes tradicionales. Sin embargo, la diferencia era que el incienso utilizado para marcar la duración del servicio era menor para las kuruwa que para las machi, puesto que entretenían en lugares con menos aglomeración de gente y con un público más selecto. 
Al declinar el nivel artístico de las cortesanas, las geishas —hombres y mujeres— tuvieron mayor demanda. Alrededor del siglo XVII, los hombres se empezaron a agotar de las cortesanas, que, a pesar de ser muy cultas, no gozaban de la libertad para salir de su casa, y mucho menos de su distrito. Por lo tanto, muchas cortesanas comenzaron a retirarse de su trabajo con el fin de empezar una nueva vida. 
El primer Karyukai en nacer fue Kamischiken, o "Las Siete Casas Superiores", ya que originalmente allí solamente había siete casas de té y numerosas okiya. Hasta el día de hoy, el número de ochaya ha ascendido, mientras que el de okiya ha descendido.
Los geishas masculinos (algunas veces conocidos como hōkan 幇間 o taikomochi 太鼓持) comenzaron a desaparecer, y para el año 1800, las geishas femeninas (conocidas originalmente como onna geisha, literalmente ‘geisha mujer’) los superaron en número de tres a uno, y el término "geisha" comenzó a usarse para referirse a las mujeres con habilidades para el entretenimiento, como en la actualidad.
Tradicionalmente, las geishas comenzaban su entrenamiento a una corta edad. Algunas jóvenes eran vendidas a las casas de geishas en su niñez, empezando una etapa de trabajo en la que se las llamaba shikomi. En esta etapa debían hacer tareas de limpieza y obedecer todo tipo de órdenes que se les encargaran. Luego comenzaban su entrenamiento en varias artes tradicionales. Hoy en día, las shikomi también trabajan en tareas hogareñas, y se les acostumbra a su independencia impidiendo toda comunicación con su familia por uno o dos meses.
Durante su niñez, las geishas a veces trabajaban como criadas o asistentas de las más experimentadas, y más tarde como minarai, aprendices de geisha (maiko) durante su primer mes de entrenamiento, donde solo se dedicarían a observar y adaptarse; ello tras una ceremonia en la cual se emparejaba con una onee-san que se convertiría en su mentora y guía durante su aprendizaje en el karyukai, haciendo todo lo posible para que fuera famosa, talentosa y respetada. Esta tradición de entrenamiento existe en otras disciplinas de Japón. El estudiante abandona su hogar y comienza a hacer trabajos hogareños y asistir a su mentor con el fin de convertirse finalmente en uno.
Luego del primer mes, la minarai pasa a ser una maiko "júnior" y pasa de pintarse solo el labio inferior (distintivo de las minarai) a pintarse ambos. El tiempo de aprendizaje se prolongaba tradicionalmente desde los 15 o 16 años hasta los 21, donde la maiko pasaba a ser geisha veterana en una ceremonia llamada Erikae (cambio de cuello) donde el cuello de su kimono (eri) pasa de color rojo a blanco.

## Educación

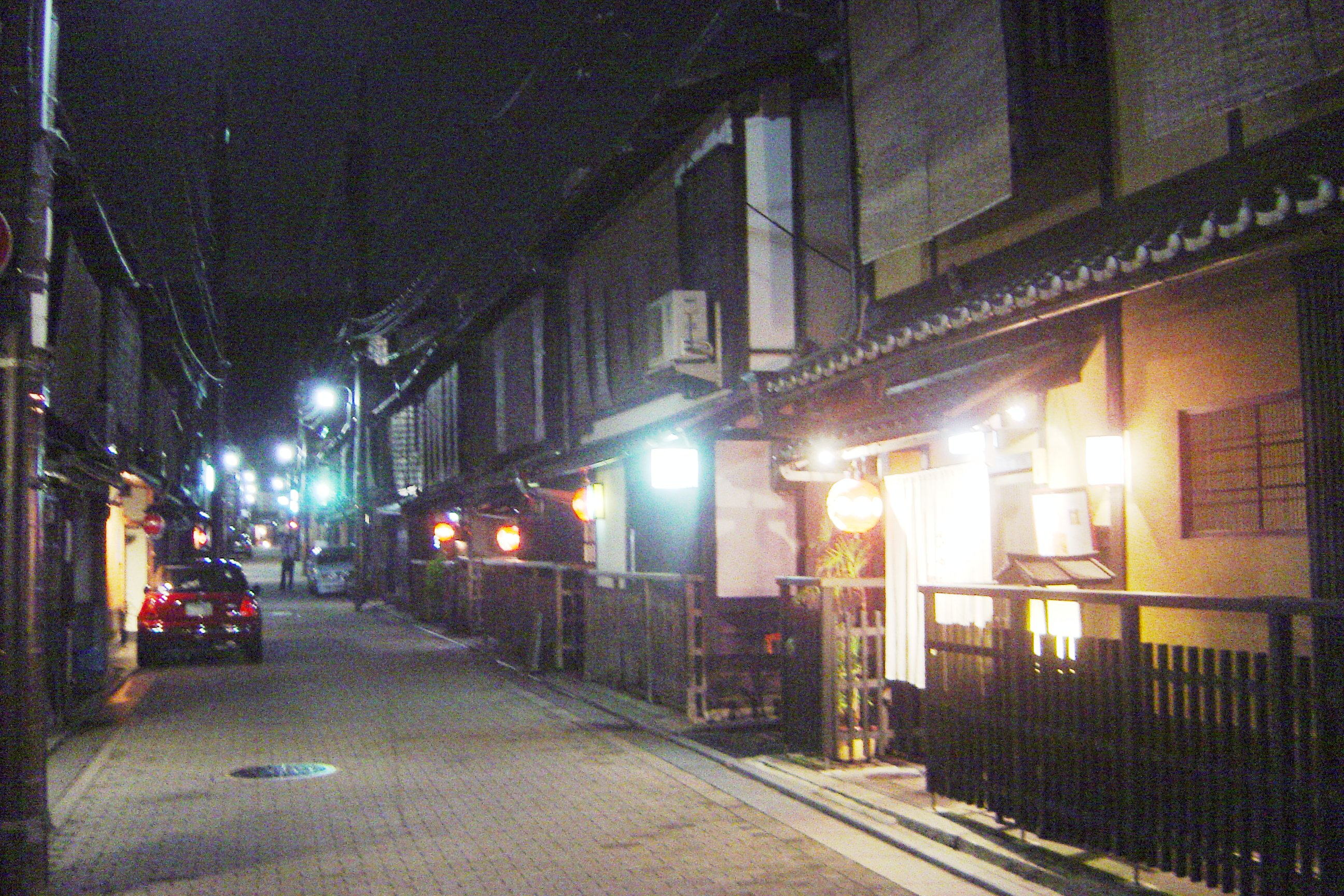
El distrito Gion geiko (hanamachi) de Kioto (Japón).

La ciudad de Kioto mantiene fuerte la tradición de las geishas, y dos de los más prestigiosos y tradicionales distritos de geishas, Gion y Pontochō, están en esa ciudad. Las geishas de estos distritos son conocidas como geiko. Los hanamachi de Tokio, Shimbashi, Asakusa y Kagurazaka son también bastante conocidos.
Las geishas modernas generalmente durante su aprendizaje aún viven en tradicionales casas de geishas llamadas okiya en áreas denominadas hanamachi (花街 ‘calle de flores’), aunque las geishas experimentadas y libres de deudas pueden llegar a vivir en sus propios apartamentos. La elegante y alta cultura en la que viven las geishas se llama karyūkai (花柳界 ‘el mundo de las flores y sauces’). 
Tradicionalmente, las geishas comenzaban su entrenamiento a una corta edad. Debido a la miseria y hambruna con la que contaban algunos campesinos de la época, las niñas eran vendidas a las okiya. La niña vendida adquiría así una “deuda” con su compradora u okaasan, que pagaría con el dinero que ofrecerían por ella los hombres que solicitaran sus atenciones cuando se convirtiera en maiko, y más tarde en geisha. Así empezaba una etapa de trabajo en la que se las denominaba shikomi. En esta etapa atienden como sirvientas en su okiya y asistentas de las geishas experimentadas. 

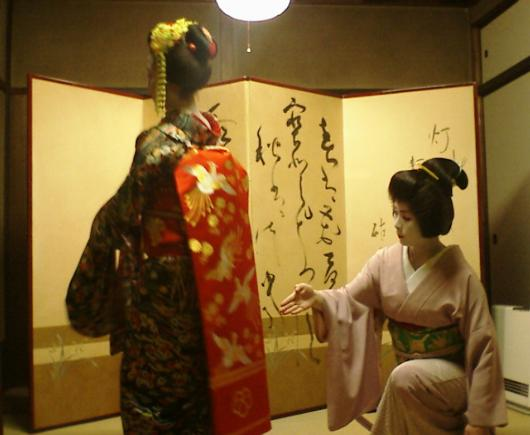
Las geishas reciben una educación estricta y muy específica desde muy temprana edad.

Hoy en día, las shikomi también trabajan en tareas hogareñas, pueden vestirse a lo occidental y asisten a la escuela del karyukai para aprender las artes tradicionales del país. Y generalmente se les acostumbra a su independencia impidiendo toda comunicación con sus familias por uno o dos meses. Las jóvenes con aspiraciones a geisha comienzan su entrenamiento después de completar los primeros años de secundaria o incluso en secundaria o estudios superiores, empezando su carrera en la edad adulta.  
La siguiente etapa de educación es cuando la niña, tras aprobar un examen de danza, debuta como minarai. Durante esta etapa la joven debe contar con una hermana mayor u onee-san, una geisha experimentada, la cual fungía con el papel de mentora y guía durante su aprendizaje en el karyukai. El arreglo de hermandad entre la geisha y la aprendiz se hacía por medio de la dueña de la okiya u okaasan ("madre" en japonés), quien acordaba con la geisha experimentada un pago por los servicios otorgados al encargarse de la presentación de la aprendiz en sociedad, por lo regular este pago era obtenido del sueldo que la aprendiz generaba.  
Una vez que se había acordado con éxito la relación entre la geisha y la aprendiz, ambas eran emparejadas al asistir al santuario del distrito, donde anunciaban a los espíritus su futura relación y posteriormente realizaban la ceremonia del san-san-kudo (tres-tres-cambios). En esta ceremonia, la aprendiz y la oneesan-geisha de ésta se ofrecen mutuamente sake (licor de arroz), y beben tres sorbos, de tres copas pequeñas. Luego intercambian la copa con la okaasan y la dueña de la casa de té así como con cinco testigos de la ceremonia. Durante la ceremonia la joven aprendiz recibía su nuevo nombre, que por lo general contenía en él algún carácter escrito de su hermana mayor. Al concluir esta unión la geisha quedaba emparentada de por vida con su joven aprendiz.
La hermana mayor debía presentar a la hermana menor en todas las casa de té para las que ella trabajaba, así como a los clientes y a otras geishas que conocía con la finalidad de hacer a la aprendiz una persona conocida, famosa, talentosa y respetada. Este tiempo le servía a la minarai para adaptarse y "aprender por la vista". La niña asistía a fiestas, pero se mantenía en silencio y se dedicaba a imitar a sus onee-san del karyukai. Observando a otras geishas, y con la ayuda de las dueñas de las casas de geishas, las aprendices se volvían habilidosas en la compleja tradición de elegir y usar kimono, y en el tratar con los clientes. Se maquillaba pintándose solo el labio inferior y su obi es de la mitad del ancho del kimono, colgándole solo hasta las caderas. 
Tras uno o dos meses, la minarai pasa a ser una maiko "junior" y pasa de pintarse solo el labio inferior (distintivo de las minarai) a pintarse ambos. El tiempo de aprendizaje se prolongaba tradicionalmente desde los 15 o 16 años hasta los 21, donde la Maiko pasaba a ser geisha veterana en una ceremonia llamada Erikae (cambio de cuello) cuyo cuello del kimono (eri) pasa de color rojo a blanco, y cambia su maquillaje y peinado.
Las geishas aún estudian instrumentos tradicionales como:  
- El shamisen (三味線, instrumento musical japonés de tres cuerdas)
- El shakuhachi (尺八, flauta de bambú)
- El taiko (太鼓, tambor)
- Canciones tradicionales
- Baile japonés clásico
- Sadō (茶道, ceremonia japonesa del té)
- Ikebana (活花, arreglos florales)
- Literatura
- Poesía
- Teatro

En el Japón moderno, las geishas y maiko son bastante inusuales. En los años 1920 había alrededor de 80 000 geishas en Japón, pero hoy en día hay aproximadamente 1000, debido a la Segunda Guerra Mundial. De todas maneras, en el distrito Gion de Kioto, los visitantes pueden observar algunas maiko por las calles yendo o regresando de una cita. Una economía ralentizada, pocos intereses en las artes tradicionales, la inescrutable naturaleza del mundo de las flores y sauces y el coste de este servicio han contribuido en que la tradición decline. El turismo ha contribuido a que la tradición siga viva, debido a que la geisha es considerada una imagen mítica de Japón. Sin embargo, el exceso de turismo de los últimos años ha hecho disminuir drásticamente la presencia de las geishas en el barrio de Gion, lo que ha obligado a introducir medidas para protegerlas del acoso de los turistas.
Las geishas son contratadas para asistir a fiestas y encuentros, tradicionalmente en casas de té (茶屋, chaya) o tradicionales restaurantes japoneses riotei (料亭 ryōtei?). Su tiempo es medido según lo que se demora en consumirse un palo de incienso (llamado senkodai (線香代 senkōdai? o ‘palo de incienso tarifario’) o gyokudai (玉代?) (‘joya tarifaria’). Otro término para trazar la tarifa es ohana (flores tarifarias). El cliente realiza el convenio a través del sindicato de geishas (検番 kenban), que mantiene el horario de cada geisha y hace sus citas de entretenimiento o entrenamiento.

## Geishas y prostitución

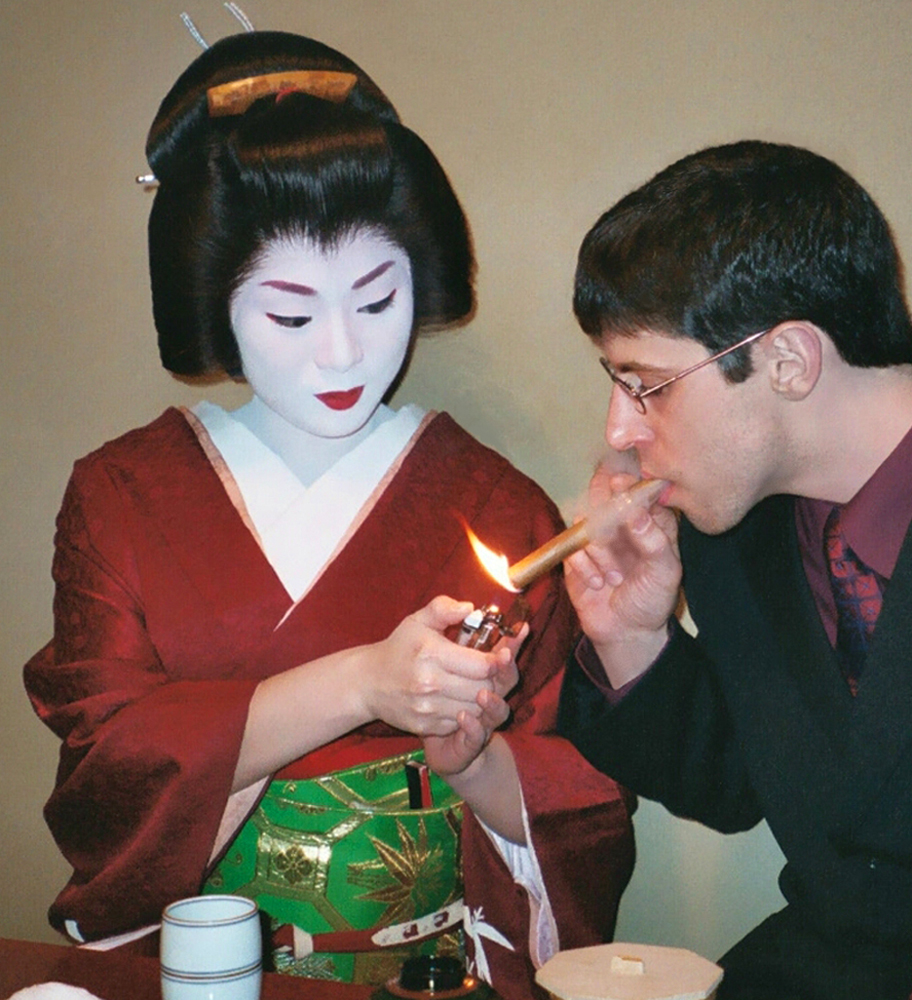
Una geiko atiende a un hombre de negocios en un encuentro en Gion (Kioto).

Aún existe cierta confusión, especialmente fuera de Japón, sobre la naturaleza de la profesión de las geishas. Esta confusión se ha complicado debido a la comparación con las oiran, particularmente en onsen. 
La geisha podía contraer matrimonio, pese a que la gran mayoría prefería retirarse antes de casarse, y podían tener hijos fuera del matrimonio. También ahora pueden ir a la universidad y se cree que son totalmente libres de elegir un novio o amante. Mientras que es conocido que los compromisos generalmente incluyen coquetear e incluso bromas sugerentes (no obstante codificados en maneras tradicionales), todavía se mantiene el debate debido a cierto secretismo encubridor que trata como tabú el tema de las actividades sexuales y que se ve amparado por el propio hermetismo social japonés para discutir abiertamente temas de esta índole. Algunos afirman que nunca incluyen actividad sexual, que una geisha no es pagada por sexo y que algunas pueden elegir tener una relación que incluya el sexo con algún cliente fuera de su rol como tal. Sin embargo, tales afirmaciones siguen discutidas por otros que afirman lo opuesto.[cita requerida]
Fue tradicional para las geishas tener un danna, o amante. Un danna era generalmente un hombre adinerado, algunas veces casado, que tenía recursos para financiar los costes del entrenamiento tradicional de la geisha y otros gastos considerables. Aunque una geisha y su danna podrían estar enamorados, la relación está sujeta a la capacidad del danna para entregar algún aporte financiero. Los valores y convenios ligados a este tipo de relaciones no son bien comprendidos, incluso entre los japoneses.
Se especula sobre la venta de la virginidad de las geishas y de su cuerpo a un solo cliente (hasta que el danna se cansara y entonces se buscaría otro). La publicación de la novela Memorias de una geisha generó gran polémica sobre este tema, porque aumenta el debate sobre si las geishas venden o vendían su virginidad. Por el contrario, la ceremonia se celebraba poco antes del erikae y consistía en visitar a todos los clientes y clientas más cercanos, agradecerles el cuidado prestado durante el aprendizaje de la maiko y finalmente, entregar un dulce japonés a cambio de ayuda financiera.[cita requerida]
Al contrario de lo que suele afirmarse, la geisha no atiende solamente a hombres. Desde sus inicios también tenía clientas con las cuales forjaba relaciones tal como con un cliente masculino. Incluso, muchas veces se celebraban cumpleaños infantiles o adultos con geishas como compañía.

## Apariencia

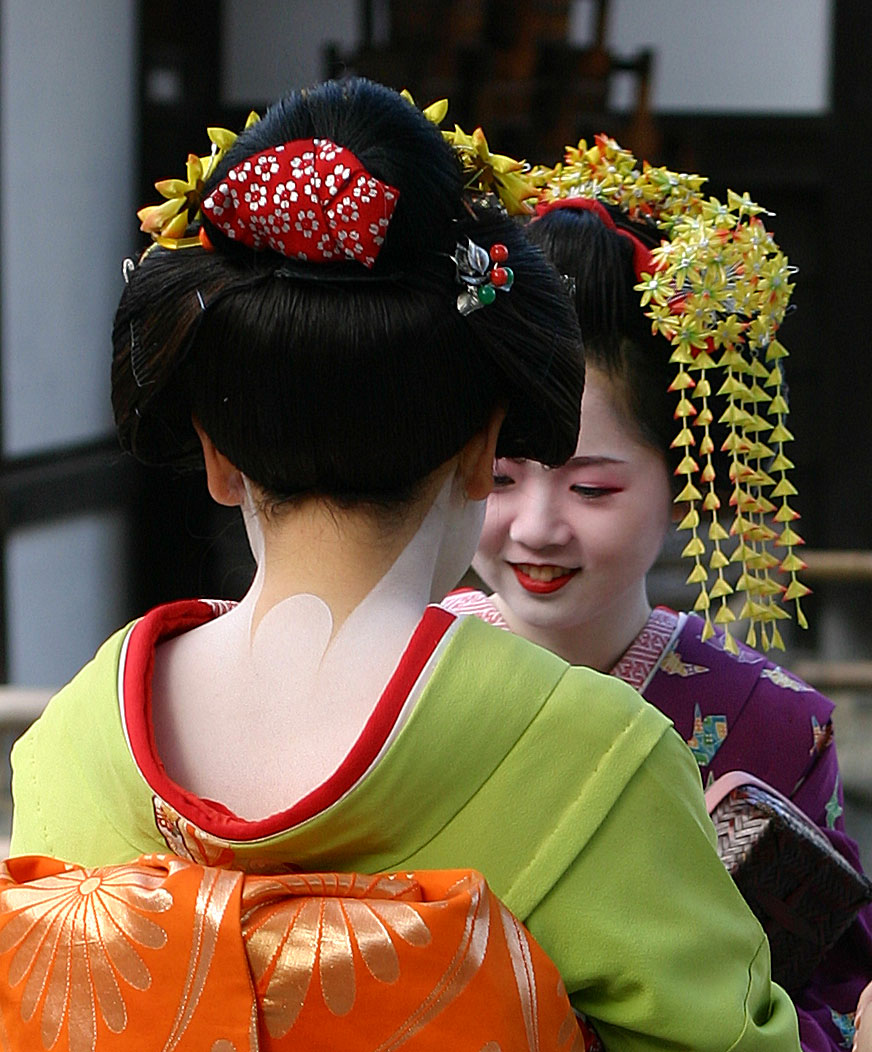
Típico maquillaje de nuca.

La apariencia de una geisha cambia a lo largo de su carrera, desde la femenina y maquillada maiko, hasta la apariencia madura de una geisha mayor y consolidada.

### Maquillaje
Hoy en día, el tradicional maquillaje de la aprendiz de geisha es una de las características más reconocibles, aunque las geishas experimentadas generalmente usan el característico maquillaje de maiko, consistente en la cara totalmente blanca, durante presentaciones especiales.
El maquillaje tradicional de las aprendices de geisha consta de una base blanca (originalmente hecha con plomo), el uso de pintalabios rojo y adornos rojos y negros alrededor de los ojos y cejas.
La aplicación del maquillaje es difícil de perfeccionar y es un proceso bastante largo. El maquillaje es aplicado antes de vestirse para evitar ensuciar el kimono. Primero, una sustancia de aceite o cera, llamada bintsuke-abura, se aplica a la piel. Luego, polvo de arroz es mezclado con agua para formar una pasta que se aplica con una brocha de bambú. El maquillaje blanco cubre la cara, cuello, pecho y manos, con dos o tres áreas sin pintar (formando una "W" o "V") cerca de la nuca para acentuar esta zona erótica, y una zona descubierta de piel alrededor del pelo, que crea la ilusión de una máscara. La "W" es usada con el kimono formal (negro).
Después de que la base haya sido aplicada, una esponja es pasada por la cara, cuello, pecho y nuca para absorber el exceso de humedad y lograr uniformidad en la base. Luego los ojos y cejas son remarcadas. Tradicionalmente se usaba carboncillo, pero hoy en día se utilizan cosméticos modernos. Las cejas y el borde de los ojos son pintados de negro; las maiko además usan rojo alrededor de los ojos.
Los labios son pintados con una brocha pequeña simulando un contorno de labios sensual, acorazonado por arriba y muy redondo, teniendo pequeñas variaciones de distrito a distrito. El color viene en un palo pequeño que es mezclado con agua. Azúcar cristalizada es añadida para dar brillo a los labios.
Durante los primeros tres años, una maiko usa su maquillaje casi constantemente. El día de su mishidashi (o debut como maiko) se contrata una maquilladora profesional. Antiguamente la maquillaba la dueña de la okiya o la onee san a la vista de todas las habitantes de la okiya. Durante su iniciación, la maiko es ayudada por su onee-san o la "okaa-san" (madre) de su casa de geishas. Después ella debe aplicarse el maquillaje por su cuenta.
En ocasiones, una maiko en la fase final de su aprendizaje puede decidir si teñir sus dientes de negro, una tradición conocida en Japón como ohaguro. Esta costumbre era habitual en las mujeres casadas de Japón y, anteriormente, en la corte imperial, pero hoy en día sobrevive solo en algunos distritos. Se hace en parte porque los dientes no coloreados tienen un aspecto demasiado amarillento en comparación con el pálido maquillaje facial. Ennegrecer los dientes permite que estos "desaparezcan" en la oscuridad de la boca abierta, una ilusión más pronunciada cuanto mayor sea la distancia.
La geisha, tras haber trabajado tres años, cambia su maquillaje a un estilo más apagado. La razón es la llegada de su madurez, puesto que el estilo simple la muestra en su belleza natural. Para ocasiones formales la geisha madura aún utiliza maquillaje blanco. Para las geishas mayores de treinta años, el maquillaje blanco es utilizado solo en bailes especiales que lo requieren. Vale decir que el maquillaje varía levemente por distrito o también por el gusto de la geisha.

## Atuendo

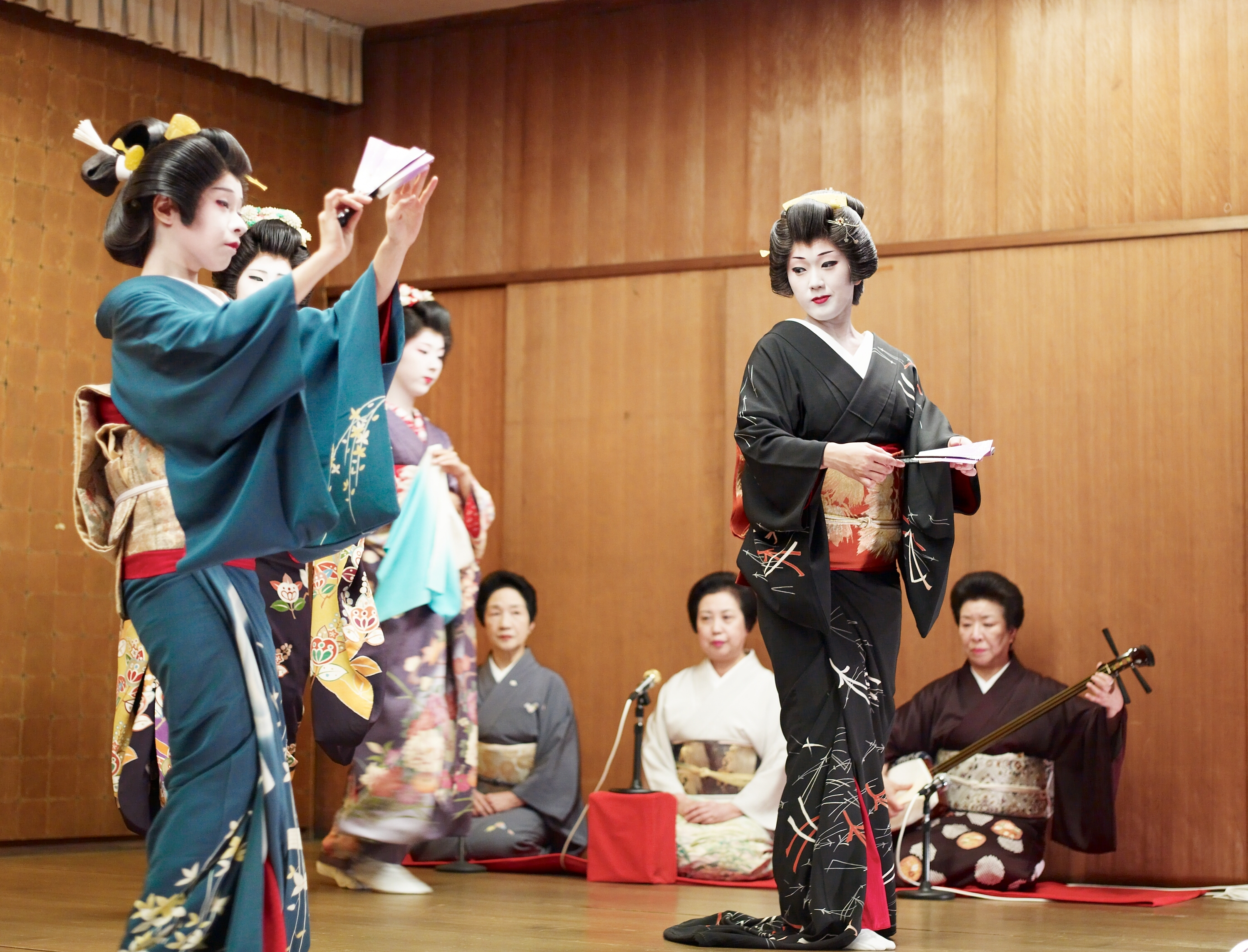
Niigata geisha

Una geisha o maiko necesita vestir una determinada ropa interior antes de ponerse el kimono. No visten la ropa interior occidental, sino que llevan unas cintas largas de color blanco alrededor del pecho y de las caderas. Es difícil acostumbrarse a ir al servicio con estas prendas. Encima de ellas, se pone una prenda de algodón con la forma del cuello del kimono, que llega aproximadamente por las rodillas. Sobre esta prenda se pone el nagajuban. El nagajuban, para las maiko, siempre es de color rojo y puede tener estampados florales. Estos estampados pueden ser de color blanco, o dorado para las ocasiones especiales. En el caso de las geishas, su nagajuban es de color rojo, rosa o rosa pálido y sus estampados son también florales. El kimono se confecciona a partir de un tan, una medida tradicional japonesa que consta de 37cm de ancho y 12 metros de largo. En el caso del kimono de una geisha o maiko, se debe confeccionar a partir de dos tan. Esto es así porque los kimono de maiko y geisha son mucho más largos que los kimonos normales, como puede ser un houmongi, un tomesode, un furisode, etcétera. 
Por encima, unos calzones largos para no "mostrar de más" si el kimono se abre accidentalmente por delante. Sobre estas prendas se lleva una especie de ligera blusa, del mismo corte del kimono, llamada hadajuban, aunque más corta. Sobre esta se lleva el nagajuban (enagua) cuya tela se ve por debajo del kimono y es de color rojo (para la maiko) o rosa (para la geiko). Se trata de una especie de falda un poco más corta que el kimono y que se ata bajo el busto. Sobre esta prenda va el kimono que luego se sujeta por un cordón llamado datejime. Sobre este se sujeta el obi, a su vez sujeto por un cordón llamado Obijime. En este se prende un broche de obi, llamado pocchiri para la maiko, muy adornado; u obi dome, más discreto, para una geisha veterana.
Las geishas siempre utilizan kimono. Las aprendices de geisha llevan coloridos kimonos con extravagantes obi. Las geishas mayores utilizan estilos y diseños más apagados. También es importante destacar la longitud de las mangas. Las aprendices (maiko) utilizan furisode de mangas que llegan casi hasta el suelo. Según van avanzando de edad y nivel en la profesión, las mangas tornan a tomesode, más cortas, de color más oscuro y de corte más elegante.
El color, diseño y estilo del kimono dependen de la estación y evento en el que las geishas estén atendiendo. En invierno, las geishas pueden ser vistas llevando un haori (abrigo) adornado con seda pintada sobre su kimono. Los kimonos forrados son usados durante estaciones frías, y los ligeros o de gasa de seda durante el verano.
La geisha utiliza sandalias de suela baja de madera y laca, llamadas zori y en interiores llevan solo tabi (calcetines divididos en los dedos). En zonas nevadas las geishas utilizan zuecos de madera, llamados geta. Las maiko llevan altísimos zuecos negros, okobo.
Los kimonos de las maiko son muy coloridos, con diversos diseños de flores y paisajes. El nagajuban (prenda que se lleva debajo del kimono) es también muy colorido (normalmente de color rojo) y debe llevarse a juego con el kimono. Las furi son larguísimas; les llegan casi a los tobillos.
En cambio, los kimonos de las geiko son discretos, uniformes y con un estampado muy simple. Las furi son más cortas y llegan a la altura de las caderas.
Para poder vestir el kimono, las geishas y maiko necesitan ayuda de otra persona. Años atrás, este ayudante de vestuario era un hombre. Actualmente, suelen ser mujeres de mediana edad, aunque sigue habiendo hombres. Estos ayudantes se denominan otokosu. Se encargan de vestir a las geishas, ajustando el kimono y atando el obi. Es uno de los pocos oficios que puede ejercer un hombre en el mundo de la Flor y el Sauce. Los otokosu suelen ser hijos de mujeres que trabajan en las okiya o hijos de antiguas geishas u okasan. Actualmente, solo hay cinco en Kioto.

## Peinado
Los peinados de las geishas han ido variando a lo largo de la historia. En el pasado, era común para las mujeres usar el cabello suelto en algunos periodos, pero recogido en otros. Durante el siglo VII, las mujeres comenzaron a usar siempre el cabello recogido nuevamente, y fue durante este tiempo que se adoptó el tradicional peinado shimada, un tipo de 'moño' usado por geishas experimentadas.
Es tradicional que en su erikae las maiko usen el Sakkou (con una tira de pelo sobrante del moño); durante el Gion Odori, el Katsuyama el mes antes y el mes después; para su debut, el Mishidashi; y para Año Nuevo, el Yakkoshimada. En cambio las geiko no usan tan amplia variedad de peinados, sino el Katsuyama y el Yakkoshimada, mientras que en su vida diaria usan el Ofuku. En Pontocho existen 5 estilos más: el Kikusagane, el Umemodoki/osomemage, el Osafune, el Oshiyun y el Oshidori no Hina. Generalmente, lo apretado de estos peinados y el método de rascarse el cuero cabelludo con varilla provocan alopecia, lo cual ha popularizado las pelucas.
Estos peinados son decorados con elaborados peines y horquillas. En el siglo XVII y después de la Restauración Meiji, los peines de cabello eran grandes y vistosos, generalmente utilizados por mujeres de alta clase. Después de la Restauración Meiji y en la era moderna, los peines menos vistosos y pequeños se volvieron populares.
Muchas geishas modernas usan pelucas en su vida profesional que deben ser cuidadas regularmente por artesanos habilidosos. El tradicional arte del peinado está en vías de extinción.

## La geisha en la cultura popular

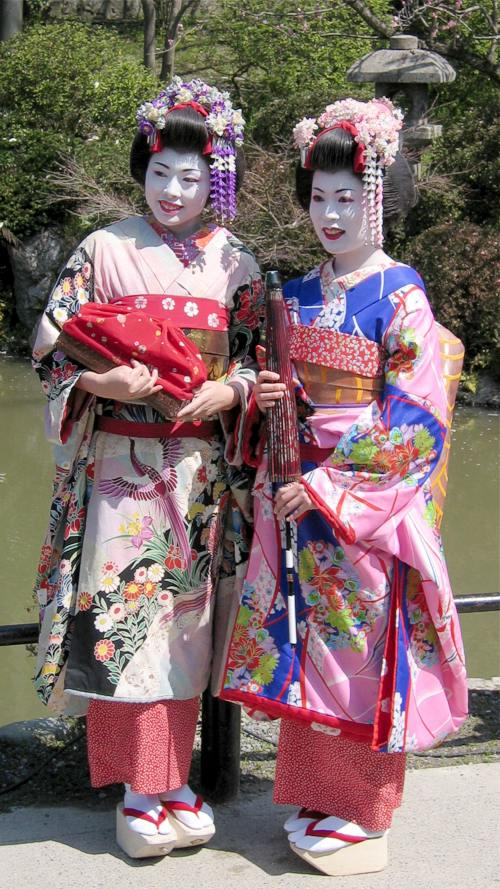
Mujeres vestidas como maiko (aprendices de geisha) en Kioto (Japón).

El creciente interés en la apariencia exótica de las geishas ha creado varios fenómenos culturales en Japón y Occidente. Recientemente las líneas de maquillaje inspiradas en las geishas fueron llevadas a Occidente después de la popularidad alcanzada por la novela Memorias de una geisha y película, que se encuentra muy por debajo del realismo de la autobiografía Vida de una geisha, escrita por la geisha Mineko Iwasaki con la colaboración de Rande Brown.[cita requerida]
En 1999, la cantante estadounidense Madonna apareció en el video musical de Nothing Really Matters en una vestimenta inspirada en el de las geishas con un maquillaje blanco.[cita requerida]
En 2005, la compañía japonesa de videojuegos Tecmo lanzó la cuarta entrega de Dead or alive, donde aparecía un nuevo personaje llamada Kokoro, la cual es una joven de 17 años que entrena con su madre para convertirse en una geisha, a pesar de negarse al principio a seguir su adiestramiento. Al final del videojuego se puede apreciar cómo supera su negación y logra convertirse en una tradicional geisha al igual que su madre. En la intro del juego, en varios promocionales así como en el manual del juego se la puede ver con un kimono rosa tradicional, que irónicamente no puede ser utilizado en el juego.[cita requerida]
En Código Lyoko, una serie creada por Antefilms (después llamada MoonScoop), se puede ver que una de las protagonistas, Yumi Ishiyama, lleva un traje de geisha cuando entra en LYOKO. En la cuarta temporada de esta misma serie, aparece como una especie de "geisha futurista", al igual que Ulrich con su traje de samurái.[cita requerida]

### Fotografía
- Vida de la chica heredada maiko (aprendiz de geisha), de Naoyuki Ogino (2007) (Naoyuki Ogino).

### Videos
- Baile japonés de geisha
- Baile japonés de geisha II
- Baile japonés de geisha III

- Datos: Q82723
- Multimedia: Geisha / Q82723